# Zalesie (Słupiec)
Zalesie – część wsi Słupiec w Polsce, położona w województwie małopolskim, w powiecie dąbrowskim, w gminie Szczucin.
W latach 1975–1998 Zalesie należało administracyjnie do województwa tarnowskiego.